# Hylomyscus arcimontensis
Hylomyscus arcimontensis és una espècie de mamífer rosegador de la família dels múrids. Viu a altituds d'entre 900 i 2.400 msnm al nord i sud-est de Tanzània i el nord de Malawi. El seu hàbitat natural són els boscos montans. Es tracta d'un animal arborícola. El seu nom específic, arcimontensis, es refereix a la seva presència a les muntanyes de l'Arc Oriental i la forma de la seva distribució. Com que fou descoberta fa poc, encara no se n'ha avaluat l'estat de conservació.